# Mexcaltitán
Mexcaltitán de Uribe is een plaats en een eiland in de Mexicaanse staat Nayarit. De plaats heeft 895 inwoners (census 2005) en valt onder de gemeente Santiago Ixcuintla.
Mexcaltitán is gelegen in een moerassige kustlagune. De omtrek van het eiland is nauwelijks meer dan een kilometer. In het verleden liep het eiland regelmatig onder water, maar sinds het is opgehoogd gebeurt dat nog nauwelijks. Door toerismebureaus wordt Mexcaltitán geïdentificeerd met Aztlan, het mythische thuisland van de Azteken, maar dat wordt door vrijwel alle Mexicanisten verworpen. Wel is het eiland al zeker 1500 jaar bewoond.